# Cantonul Strasbourg-3
Cantonul Strasbourg-3 este un canton din arondismentul Straatsburg-Stad, departamentul Bas-Rhin, regiunea Alsacia, Franța.